# North Carrollton
North Carrollton és una població dels Estats Units a l'estat de Mississipi. Segons el cens del 2000 tenia 499 habitants.

## Demografia
Segons el cens del 2000, North Carrollton tenia 499 habitants, 226 habitatges, i 153 famílies. La densitat de població era de 621,5 habitants per km².
Dels 226 habitatges en un 29,6% hi vivien nens de menys de 18 anys, en un 41,6% hi vivien parelles casades, en un 22,1% dones solteres, i en un 31,9% no eren unitats familiars. En el 31% dels habitatges hi vivien persones soles el 19,5% de les quals corresponia a persones de 65 anys o més que vivien soles. El nombre mitjà de persones vivint en cada habitatge era de 2,21 i el nombre mitjà de persones que vivien en cada família era de 2,71.
Per edats la població es repartia de la següent manera: un 22,8% tenia menys de 18 anys, un 11,2% entre 18 i 24, un 23,6% entre 25 i 44, un 20,4% de 45 a 60 i un 21,8% 65 anys o més.
L'edat mediana era de 38 anys. Per cada 100 dones de 18 o més anys hi havia 69,6 homes.
La renda mediana per habitatge era de 19.659 $ i la renda mediana per família de 23.333 $. Els homes tenien una renda mediana de 24.688 $ mentre que les dones 17.361 $. La renda per capita de la població era d'11.454 $. Entorn del 28% de les famílies i el 33,5% de la població estaven per davall del llindar de pobresa.

## Poblacions més properes
El següent diagrama mostra les poblacions més properes.